# Norbohyttan
Norbohyttan, eller endast Norbo, är en småort i Silvbergs socken i Säters kommun i Dalarnas län. 